# Stripschrift
Stripschrift is het stripinformatieblad van het Nederlands taalgebied, in 1968 gestart door Het Stripschap, de net opgerichte vereniging van stripliefhebbers. Het verscheen eerst oorspronkelijk elke maand, al snel tienmaal per jaar en sinds de jaren tachtig acht maal per jaar. In 2002 werd Stichting Uitgeverij Stripstift opgericht, om de uitgave te professionaliseren. Sinds maart 2006 verschijnt het blad geheel in kleur.
Het blad publiceert interviews met en artikelen over actuele stripmakers en hun werken, beschouwingen en overzichten op striphistorische gebied, (veel) recensies van nieuwe stripuitgaven en diverse rubrieken met actualiteiten en informatie over niche-onderwerpen.
Stripschrift is het oudste stripinformatieblad ter wereld; in augustus 2025 verschijnt nummer 500. 